# Saint-Pierre-Saint-Jean
Saint-Pierre-Saint-Jean ist eine französische Gemeinde mit 190 Einwohnern (Stand 1. Januar 2022) im Département Ardèche.

## Geographie
Saint-Pierre-Saint-Jean liegt zwischen den Flüssen Chassezac und Cèze am Fuße der Cevennen im Süden des Départements. Die Gemeinde ist Teil des Regionalen Naturparks Monts d’Ardèche. Die nächstgrößere Stadt ist Alès in etwa 38 Kilometern Entfernung Richtung Süden.

## Geschichte
Die Gemeinde entstand am 1. Juli 1975 durch Fusion der vorher selbständigen Gemeinden Saint-Pierre-le-Déchausselat und Saint-Jean-de-Pourcharesse.

### Bevölkerungsentwicklung
| Jahr                       | 1962 | 1968 | 1975 | 1982 | 1990 | 1999 | 2006 | 2016 |
| Einwohner                  | 125  | 123  | 97   | 136  | 114  | 133  | 151  | 146  |
| Quellen: Cassini und INSEE |      |      |      |      |      |      |      |      |